# Bremstafel
Als Bremstafel wird im Eisenbahnwesen eine Tabelle bezeichnet, die den Zusammenhang zwischen Bremsvermögen des Fahrzeugs, Längsneigung der Strecke und zulässiger Geschwindigkeit beschreibt.
Aus Bremstafeln kann abgelesen werden, wie viel Bremshundertstel erforderlich sind, um bei bekanntem maßgebendem Gefälle einer Strecke erforderlich eine bestimmte Geschwindigkeit zu fahren.
Bremstafeln werden für Bremsarten G und P/R (d. h. für langsam und schnell wirkende Bremsen) sowie Vorsignalabstände von 400, 700 und 1000 m aufgestellt. Sie basieren auf Bremsversuchen, bei denen Schnellbremsungen mit Zügen verschiedener Bremshundertstel, verschiedener Geschwindigkeiten und Vorsignalabstände ausgeführt wurden. Gegenüber den Bremsversuchen wird in Bremstafeln eine zusätzliche Bremswegsicherheit von zehn Prozent eingearbeitet. Die Deutsche Bahn hat in ihrem Regelwerk Grundbremstafeln, unterschieden nach Bremsart (R/P und G) in Abhängigkeit von Geschwindigkeit und maßgebendem Gefälle die Bremshundertstelwerte an, die für eine Schnellbremsung für 400, 700 und 1000 m Bremsweg erforderlich sind. Die Grundbremstafeln sind für alle signalgeführten Züge anwendbar. Für NE-Bahnen gibt es Sonderbremstafeln für 300, 200 und 100 m.
Für anzeigeführte Züge, deren Bremsweg über mehrere Zugfolgeabschnitte gebildet werden kann, gelten diese konventionellen Bremstafeln des Vor-/Hauptsignal-Systems nicht: Bei der Linienzugbeeinflussung (LZB) werden spezielle Bremstafeln aufgestellt. Für die Schnellfahrstrecken Köln–Rhein/Main und Nürnberg–Ingolstadt wurde eine gesonderte Berechnungsvorschrift aufgestellt (Stand: 2009). Züge unter Führung von ETCS Level 2 bzw. 3 berechnen die zulässigen Bremswege mittels ETCS-Bremskurven anhand tatsächlicher Strecken- und Fahrzeugeigenschaften stufenlos selbst.
Für Schnellfahrstrecken mit Vorsignalsabständen von 1300 m wurde für die Bremsart R/P eine Bremstafel mit 1300 m Bremsweg ermittelt und eingeführt, die  bei Ausfall der LZB- bzw. ETCS-Einrichtung zur Anwendung kommt.
Bremstafeln bedürfen in Deutschland der Genehmigung des Bundesverkehrsministeriums.

## Geschichte
Anfang der 1970er Jahre war eine neue Bremstafel für 1000 m Bremsweg in Aufstellung begriffen. Da die bis Ende 1972 vorliegenden Ergebnisse von Bremsversuchen nach Einschätzung des Bundesverkehrsministers dafür nicht ausreichten, wurde die für den Jahresfahrplanwechsel am 3. Juni 1973 geplante Einführung verschoben und die alte Bremstafel (von 1960) in Kraft gelassen.
Zur Erstellung einer neuen Bremstafel, mit der die Höchstgeschwindigkeit von Güterzügen in der langsam wirkenden Bremsart G erhöht werden sollte, wurde Anfang der 1980er Jahre auf mehreren Strecken Bremsversuche durchgeführt. Um die Höchstgeschwindigkeit von 80 auf 90 km/h zu erhöhen, mussten unter anderem kürzere Bremsentwicklungszeiten realisiert werden.